# She Moved Through the Fair
She Moved Through the Fair é uma canção tradicional irlandesa.
Foi gravada por diversos artistas, como Van Morrison e Sinéad O'Connor, e, mais recentemente, pela solista Méav Ní Mhaolchatha no CD/DVD Celtic Woman.

## Origens
De acordo com a publicação Folksongs & Ballads Popular in Ireland: Volume 1 a melodia remonta aos tempos medievais. Culturalmente, a melodia é um compartilhada, tendo uma versão em irlandês, bem como em gaélico escocês . Os restos desta canção foram coletadas pela primeira vez em  Donegal por Longford poeta Padraic Colum e musicólogo  Herbert Hughes.  As letras também foram publicadas em 1916, a coleção de Colum Wild Earth: Wild Earth: And Other Poems (embora o livro não menciona a sua origem tradicional).
Uma variante diferente da música é chamado de "Our Wedding Day". A canção relacionada, "ut of the Window", foi coletada por Sam Henry, de Eddie Butcher de Magilligan, Irlanda do Norte, por volta de 1930, e publicado em Henry Songs of the People. Outra canção, "Uma vez eu tive um amor verdadeiro", também parece estar relacionada, uma vez que ela compartilha algumas letras com "She Moved Through the Fair".
O cantor tradicional Paddy Tunney aprendeu-a no Condado de Fermanagh e gravou-a em 1965. Outros cantores que cantavam em 1950 e 1960 eram Dominic Behan e Anne Briggs. Era uma canção popular entre os membros da comunidade de viajantes na Irlanda por esse tempo.
Fairport Convention gravou a canção em 1968, adotando o estilo da música da cantora viaja influente Margaret Barry, embora ela tivesse aprendido a partir de uma gravação de vinil feita por  John McCormack na EMI Studios em 1941. Também digno de nota são as gravações da música por Alan Stivell em 1973. Art Garfunkel (ex-Simon and Garfunkel) gravou uma versão particularmente exuberante em seu aclamado álbum de 1977, Watermark.
Josh Groban regravou a canção em seu álbum All That Echoes lançado em 5 de fevereiro de 2013 pela Reprise Records.